# Maurice Mewis
Maurice Mewis (Anversa, 16 settembre 1929 – Anversa, 23 febbraio 2017) è stato un lottatore belga, specializzato nella lotta greco-romana e libera.

## Biografia
Suo fratello minore Joseph Mewis e suo figlio Julien Mewis, furono entrambi lottatori di caratura internazionale.
Rappresentò la Belgio nel torneo di lotta greco-romana pesi mosca a quattro edizioni consecutive dei Giochi olimpici estivi: Helsinki 1952, Melbourne 1956, Roma 1960 e Tokyo 1964, senza riuscire a salire sul podio. Nell'edizione finlandese gareggiò anche nella specialità della lotta libera.
Ai mondiali di Napoli 1953 vinse la medaglia di bronzo, chiudendo alle spalle del sovietico Boris Gurevič e del turco Ahmet Bilek.
Agli europei di Essen 1966 riuscì a vincere il bronzo.

## Palmarès
| Anno | Manifestazione  | Sede      | Evento                 | Risultato | Note |
| ---- | --------------- | --------- | ---------------------- | --------- | ---- |
| 1951 | Mondiali        | Helsinki  | LL Pesi mosca (-52 kg) | 4º        |      |
| 1952 | Giochi olimpici | Helsinki  | GR Pesi mosca (-52 kg) | 7º        |      |
| 1952 | Giochi olimpici | Helsinki  | LL Pesi mosca (-52 kg) | 11º       |      |
| 1953 | Mondiali        | Napoli    | GR Pesi mosca (-52 kg) | Bronzo    |      |
| 1956 | Giochi olimpici | Melbourne | GR Pesi mosca (-52 kg) | 7º        |      |
| 1958 | Mondiali        | Budapest  | GR Pesi mosca (-52 kg) | 4º        |      |
| 1960 | Giochi olimpici | Roma      | GR Pesi mosca (-52 kg) | 10º       |      |
| 1964 | Giochi olimpici | Tokyo     | GR Pesi mosca (-52 kg) | 4º        |      |
| 1966 | Europei         | Essen     | GR Pesi mosca (-52 kg) | Bronzo    |      |